# 정호열
정호열(鄭浩烈, 1954.12, 경북 영천)은 제15대 공정거래위원장을 역임한 법학자, 전임 정무직 공무원이다.
시장은 인간소통의 가장 중요한 플랫폼이며 국민경제의 미래는 시장과 가격기능의 창달에 달렸다는 소신을 가졌다. 박영사에서 간행된 '경제법(전정 제6판, 2019.2)'이 주저이며, 이 밖에 '한국의 시장경제 다시 생각한다' '시장 리버럴의 시점' '지배구조 개편의 후속입법' 등의 저서가 있다.

## 학력
- 1986.2 서울대학교 대학원 수료(법학박사)
- 1978.2 서울대학교 법과대학 졸업
- 1974.1 경복고등학교 졸업

## 경력
- 현재 건국대학교 법학전문대학원 석좌교수
- 현재 보험개발원 이사
- 현재 제이에스코퍼레이션 이사
- 현재 현대제철(주) 감사위원장
- 제15대 공정거래위원장
- 성균관대학교 법학전문대학원 교수
- 한국비교사법학회 회장
- 한국법제연구원 연구자문위원장
- 보험연구원 연구자문위원장
- 생명보험사회공헌재단 이사
- 한국경쟁법학회 회장
- 공정거래위원회 법령선진화추진단 민간단장
- 공정거래위원회 경쟁정책자문위원회 의장
- 성균관대 비교법연구소장
- 한국법학교수회 사무총장
- 일본 도쿄대학 법학부 객원
- 미국 워싱턴대 로스쿨 Fulbright Scholar

## 수상
- 2012 청조근정훈장
- 2011 올해의 동문상, Univ. of Washington 한국동문회
- 2008 홍조근정훈장
- 2005 최우수논문상, 한국보험학회